# Pavel Soukup (atlet)
Pavel Soukup (* 2. ledna 1971 Stod) je bývalý český atlet, běžec, jehož hlavní disciplínou byl běh na 800 metrů.

## Sportovní kariéra
V roce 1989 skončil na juniorském mistrovství Evropy ve Varaždínu ve finále na sedmém místě. Největší úspěch své kariéry zaznamenal v roce 1995 na halovém MS v Barceloně, kde vybojoval bronzovou medaili. Trať zaběhl ve finále v čase 1:47,74 a na vítěze Clivea Terrelongea z Jamajky ztratil 44 setin. [zdroj?]
O rok později reprezentoval na letních olympijských hrách v Atlantě, kde však neprošel úvodním rozběhem. V rozběhu skončila jeho cesta také na mistrovství světa v Göteborgu 1995 a na světovém šampionátu v Athénách 1997. Na halovém MS v Paříži 1997 skončil v semifinále.[zdroj?]
V roce 1996 překonal český rekord v běhu na 800 m výkonem 1:44,87, jenž vydržel do roku 1998, kdy jej překonal Lukáš Vydra (1:44,84).[zdroj?]

### Dosažené výsledky
- MR ČR Jablonec nad Nisou 1994 časem 1.52,35 minut
- MR ČR Ostrava 1995 1. místo časem 1.47,81 minut .
- Akademické mistrovství v Ludwigshafenu v roce 1995 rekord v čase 1.46,38 minut.[4]
- HMS Barceloně 1995 získal 3. místo časem 1.47,74 minut,
- Světová univerziáda v Fukuoce (Japonsko) 1995 získal 3. místo časem 1.48,15 minut.[5]
- Lehkoatletický mítink v Norimberku 1996 vytvořil český rekord v čase 1.44,87 minut. a překonal rekord Jozefa Plachého z roku 1977.[6]
- Zlatá tretra Vítkovice 1996 1. místo [7]
- Vybojoval si účast na MS Göteborgu 1995 , OH Atlanta 1996, OH Athény 1997
- Memoriál Josefa Odložila Praha 1996 2. místo 1.45,61[8]
- Zlatá tretra Vítkovice 1997 3. místo 1.49.01 [9]
- MR ČR Ostrava 1999 3. místo časem 1.49,73 [10]
- MR ČR Plzeň 2000 2. místo časem 1.51,18[11]
- MR ČR 2001 Jablonec nad Nisou 2001 3. místo časem 1.49,41
- Nejlepší atlet ČR 1995 3. místo [12]
- Nejlepší atlet ČR 1996 10. místo[13]